# Túnez en la Copa Mundial de Fútbol de 1998
Túnez es una de las 32 selecciones participantes en la Copa Mundial de Fútbol de Francia 1998, la que es su segunda participación en un mundial.

## Clasificación

### Primera Ronda
| Equipo 1 | Agr. | Equipo 2 | Ida | Vuelta |
| -------- | ---- | -------- | --- | ------ |
| Ruanda   | 1–5  | Túnez    | 1–3 | 0–2    |

### Ronda Final

#### Grupo 2
| País    | J | G | E | P | GF | GC | GD  | Pts |
| ------- | - | - | - | - | -- | -- | --- | --- |
| Túnez   | 6 | 5 | 1 | 0 | 10 | 1  | 9   | 16  |
| Egipto  | 6 | 3 | 1 | 2 | 15 | 5  | 10  | 10  |
| Liberia | 6 | 1 | 1 | 4 | 2  | 10 | −8  | 4   |
| Namibia | 6 | 1 | 1 | 4 | 6  | 17 | −11 | 4   |

| 10-11-1996 | Liberia | 0–1     | Túnez       | Accra Sports Stadium, Acra, Ghana                               |                                                                 |
|            |         | Reporte | Jelassi 87' | Asistencia: 25,000 espectadores Árbitro(s): Jean-Fidèle Diramba | Asistencia: 25,000 espectadores Árbitro(s): Jean-Fidèle Diramba |

| 12-1-1997 | Túnez    | 1–0     | Egipto | Stade El Menzah, Tunis                                      |                                                             |
|           | Baya 10' | Reporte |        | Asistencia: 35,000 espectadores Árbitro(s): Masayoshi Okada | Asistencia: 35,000 espectadores Árbitro(s): Masayoshi Okada |

| 6-4-1997 | Namibia   | 1–2     | Túnez                   | Independence Stadium, Windhoek                          |                                                         |
|          | Ouseb 74' | Reporte | Herichi 15' · Badra 68' | Asistencia: 25,000 espectadores Árbitro(s): Milson Jaky | Asistencia: 25,000 espectadores Árbitro(s): Milson Jaky |

| 27-4-1997 | Túnez                   | 2–0     | Liberia | Stade El Menzah, Tunis                                       |                                                              |
|           | Sellimi 66' · Badra 75' | Reporte |         | Asistencia: 40,000 espectadores Árbitro(s): Mamadouba Camara | Asistencia: 40,000 espectadores Árbitro(s): Mamadouba Camara |

| 8-6-1997 | Egipto | 0–0     | Túnez | Cairo International Stadium, El Cairo                  |                                                        |
|          |        | Reporte |       | Asistencia: 46,000 espectadores Árbitro(s): Karim Daho | Asistencia: 46,000 espectadores Árbitro(s): Karim Daho |

| 17-8-1997 | Túnez                                  | 4–0     | Namibia | Stade El Menzah, Tunis                                                |                                                                       |
|           | Baya 19' 57' · Souayah 31' · Limam 70' | Reporte |         | Asistencia: 15,000 espectadores Árbitro(s): Salah Ahmed Mohamed Salih | Asistencia: 15,000 espectadores Árbitro(s): Salah Ahmed Mohamed Salih |

## Jugadores
Estos son los 22 jugadores convocados para el torneo:

## Resultados
Túnez fue eliminado en el grupo G.
| País       | J | G | E | P | GF | GC | GD | Pts |
| ---------- | - | - | - | - | -- | -- | -- | --- |
| Rumania    | 3 | 2 | 1 | 0 | 4  | 2  | +2 | 7   |
| Inglaterra | 3 | 2 | 0 | 1 | 5  | 2  | +3 | 6   |
| Colombia   | 3 | 1 | 0 | 2 | 1  | 3  | -2 | 3   |
| Túnez      | 3 | 0 | 1 | 2 | 1  | 4  | -3 | 1   |

| 15 de junio de 1998 | Inglaterra                | 2–0     | Túnez | Stade Vélodrome, Marseille                                  |                                                             |
|                     | Shearer 42' · Scholes 89' | Reporte |       | Asistencia: 54,587 espectadores Árbitro(s): Masayoshi Okada | Asistencia: 54,587 espectadores Árbitro(s): Masayoshi Okada |

| 22 de junio de 1998 | Colombia     | 1–0     | Túnez | Stade de la Mosson, Montpellier                             |                                                             |
|                     | Preciado 82' | Reporte |       | Asistencia: 29,800 espectadores Árbitro(s): Bernd Heynemann | Asistencia: 29,800 espectadores Árbitro(s): Bernd Heynemann |

| 26 de junio de 1998 | Túnez              | 1–1     | Rumania      | Stade de France, Saint-Denis                             |                                                          |
|                     | Souayah 12' (pen.) | Reporte | Moldovan 71' | Asistencia: 77,000 espectadores Árbitro(s): Eddie Lennie | Asistencia: 77,000 espectadores Árbitro(s): Eddie Lennie |